# کریم افشار
کریم افشار (انگلیسی: Kerim Afşar؛ ۱۳ اوت ۱۹۳۰ – ۲۶ سپتامبر ۲۰۰۳) بازیگر اهل ترکیه بود. وی بین سال‌های ۱۹۵۱ تا ۲۰۰۳ میلادی فعالیت می‌کرد.